# Каличава, Тина Илларионовна
Тина Илларионовна Каличава (1932 год, село Ингири, Зугдидский район, ССР Грузия) — колхозница колхоза «Ингири» Зугдидского района, Грузинская ССР. Герой Социалистического Труда (1949).

## Биография
Родилась в 1932 году в крестьянской семье в селе Ингири Зугдидского района. Трудовую деятельность начала в послевоенные годы рядовой колхозницей на чайной плантации колхоза «Ингири» Зугдидского района, председателем которого был Иродий Георгиевич Чургулия. Трудилась в звене Ксении Павловны Сарсании.
В 1948 году собрала 8774 килограммов сортового зелёного чайного листа на участке площадью 0,5 гектаров. Указом Президиума Верховного Совета СССР от 29 августа 1949 года удостоена звания Героя Социалистического Труда за «получение высоких урожаев сортового зелёного чайного листа и цитрусовых плодов в 1948 году» с вручением ордена Ленина и золотой медали «Серп и Молот» (№ 4575).
Этим же Указом званием Героя Социалистического Труда были награждены труженики колхоза «Ингири» бригадир Григорий Максимович Каличава, звеньевая Ксения Павловна Сарсания, колхозницы Венера Максимовна Джиджелава, Наталия Фоминична Саникидзе, Ольга Петровна Чкадуа, а также агротехник и секретарь парторганизации колхоза «Ингири» В. С. Карчава, оформленный для награждения как звеньевой (лишён звания Героя Социалистического Труда в 1953 году)
За выдающиеся трудовые достижения по итогам 1950 года была награждена вторым Орденом Ленина.
Проживала в родном селе Ингири Зугдидского района.
Награды
- Герой Социалистического Труда
- Орден Ленина — дважды (1949; 01.09.1951)
- Орден Трудового Красного Знамени (19.07.1950)